# Enosz
Enosz (hebr. אֱנוֹשׁ) – postać występująca w Księdze Rodzaju, oraz w dziele rabinicznym zaliczającym się do gatunku midrasz – Księdze Jubileuszów.
Księga Rodzaju (rozdział 5) podaje iż jego ojcem był Set (został ojcem w wieku 105 lat) a synem Kenan. Żył 905 lat.
Księga Jubileuszów (rozdział 4) podaje również imię jego matki – Azura, imię jego żony i zarazem siostry – Noam, oraz imiona dwojga jego dzieci – syn Barakiel i córka Mualelet.
Większość żydowskich komentatorów uważa iż w pokoleniu Enosza ludzie zaczęli praktykować bałwochwalstwo.

Gdy Set miał sto pięć lat, urodził mu się syn Enosz. (...) Gdy Enosz miał dziewięćdziesiąt lat, urodził mu się syn Kenan. I żył Enosz po urodzeniu się Kenana osiemset piętnaście lat, i miał synów oraz córki. Enosz umarł, przeżywszy ogółem dziewięćset pięć lat”